# Fatima-Zahra Chajai
Fatima Zahra Chajai, née le 26 juin 2001, est une karatéka marocaine.

## Palmarès
| Année | Compétition                               | Lieu       | Résultat | Catégorie          |
| ----- | ----------------------------------------- | ---------- | -------- | ------------------ |
| 2018  | Jeux africains de la jeunesse             | Alger      | 1re      | Kumite -59 kg      |
| 2019  | Championnats du monde des moins de 21 ans | Santiago   | 3e       | Kumite -61 kg      |
| 2019  | Jeux africains                            | Rabat      | 1re      | Kumite par équipes |
| 2020  | Championnats d'Afrique                    | Tanger     | 2e       | Kumite par équipes |
| 2022  | Championnats d'Afrique                    | Durban     | 3e       | Kumite -61 kg      |
| 2022  | Championnats d'Afrique                    | Durban     | 2e       | Kumite par équipes |
| 2023  | Jeux panarabes                            | Alger      | 3e       | Kumite -61 kg      |
| 2023  | Championnats d'Afrique                    | Casablanca | 3e       | Kumite -61 kg      |
| 2023  | Championnats d'Afrique                    | Casablanca | 2e       | Kumite par équipes |
| 2024  | Jeux africains                            | Accra      | 1re      | Kumite -68 kg      |
| 2024  | Jeux africains                            | Accra      | 3e       | Kumite par équipes |